# Patrick Carpentier
Patrick Carpentier, född den 13 augusti 1971 i LaSalle, Québec, är en kanadensisk racerförare.

## Racingkarriär
Carpentier inledde sin karriär i Atlantic, där han blev elva 1992, och körde fram till 1996 med ett års uppehåll. Han vann titeln det sista året. Året därpå fick han debutera i CART World Series. Han slutade sjuttonde som rookie, och hade ett par läroår till innan han blev en av seriens toppförare. Under 1998 tog han två poles på korta ovaler, men förvaltade inte dessa i racen. Första pallplatsen kom 1999, men första segern lät vänta på sig till 2001, då han vann Michigan 500. 2002 slutade han trea i mästerskapet efter två segrar, vilket han följde upp med en femteplats 2003 och en tredjeplats 2004. 2005 bytte han till IndyCar Series, där han blev tia under sin första säsong. Sedan övergav Carpentier formelbilsracing och satsade på en karriär inom NASCAR, dock utan större framgångar, även om han tog en pole under 2008.

## Lag
NASCAR Sprint Cup Series
2007—2008 Evernham Motorsports (10)
2009 Michael Waltrip Racing (55)
2009 Tommy Baldwin Racing (36)
2010 Roush Racing (26)
2011 FAS Lane Racing (32)
2016 Go Fas Racing (32)
NASCAR Nationwide Series
2007 Fitz Motorsports (22)
2007—2008 Evernham Motorsports (9, 19)
2009—2011 Michael Waltrip Racing (99, 00)
2009 SK Motorsports (07)
2012 RAB Racing (99)
NASCAR Craftsman Truck Series
2008 Bobby Hamilton Racing (4)